# Bāverdān
Bāverdān (persiska: بَوَردَن, باوردان) är en ort i Iran.   Den ligger i provinsen Hormozgan, i den södra delen av landet, 1 000 km söder om huvudstaden Teheran. Bāverdān ligger 14 meter över havet och antalet invånare är 140.
Terrängen runt Bāverdān är huvudsakligen platt, men åt nordväst är den kuperad. Runt Bāverdān är det glesbefolkat, med 11 invånare per kvadratkilometer. Närmaste större samhälle är Bandar-e Chārak, 10,2 km sydväst om Bāverdān. Trakten runt Bāverdān är ofruktbar med lite eller ingen växtlighet.